# Красницкий, Евгений Иосифович
Евгений Иосифович Красницкий (7 ноября 1926 — 18 августа 2006) — советский и российский театральный актёр, режиссёр, народный артист Российской Федерации (2001), народный артист Чечено-Ингушской АССР (1967).

## Биография
Родился Евгений Красницкий в 1926 году.
С 1948 по 1950 годы работал в Киеве артистом Государственного русского драматического театра имени Леси Украинки.
С 1950 по 1975 годы осуществлял театральную деятельность в Республиканском театре русской драмы имени М.Ю. Лермонтова в городе Грозном. С 1966 по 1975 годы являлся главным режиссёром.
С 1975 по 2006 годы работал в актёрской труппе Московского театра имени Н. В. Гоголя. Среди его театральных работ особо выделялись: «Безобразная Эльза», «Петербург», «Долетим до Милана», «Мое преступление».
Указом Президента Российской Федерации от 23 декабря 2001 года, присуждено звание Народный артист России.
Проживал в городе Москве. Умер 18 августа 2006 года. Похоронен на Перепечинском кладбище. 

## Награды
- Заслуженный артист Чечено-Ингушской АССР.
- Народный артист Чечено-Ингушской АССР (1967).
- Заслуженный деятель искусств РСФСР (29.11.1972).
- Народный артист Российской Федерации (23.12.2001).
- Лауреат национальной театральной премии «Золотая маска».
- Лауреат премии фонда имени К. С. Станиславского.
- Благодарность Президента Чеченской Республики (2005).
- Медаль М. Ю. Лермонтова (2005).

## Фильмография
Евгений Красницкий исполнил две роли в кино:
- 1983 — Безобразная Эльза (фильм-спектакль)
- 1986 — Верховный суд (фильм-спектакль), Шестаков — член Верховного суда